# HD 63454 b

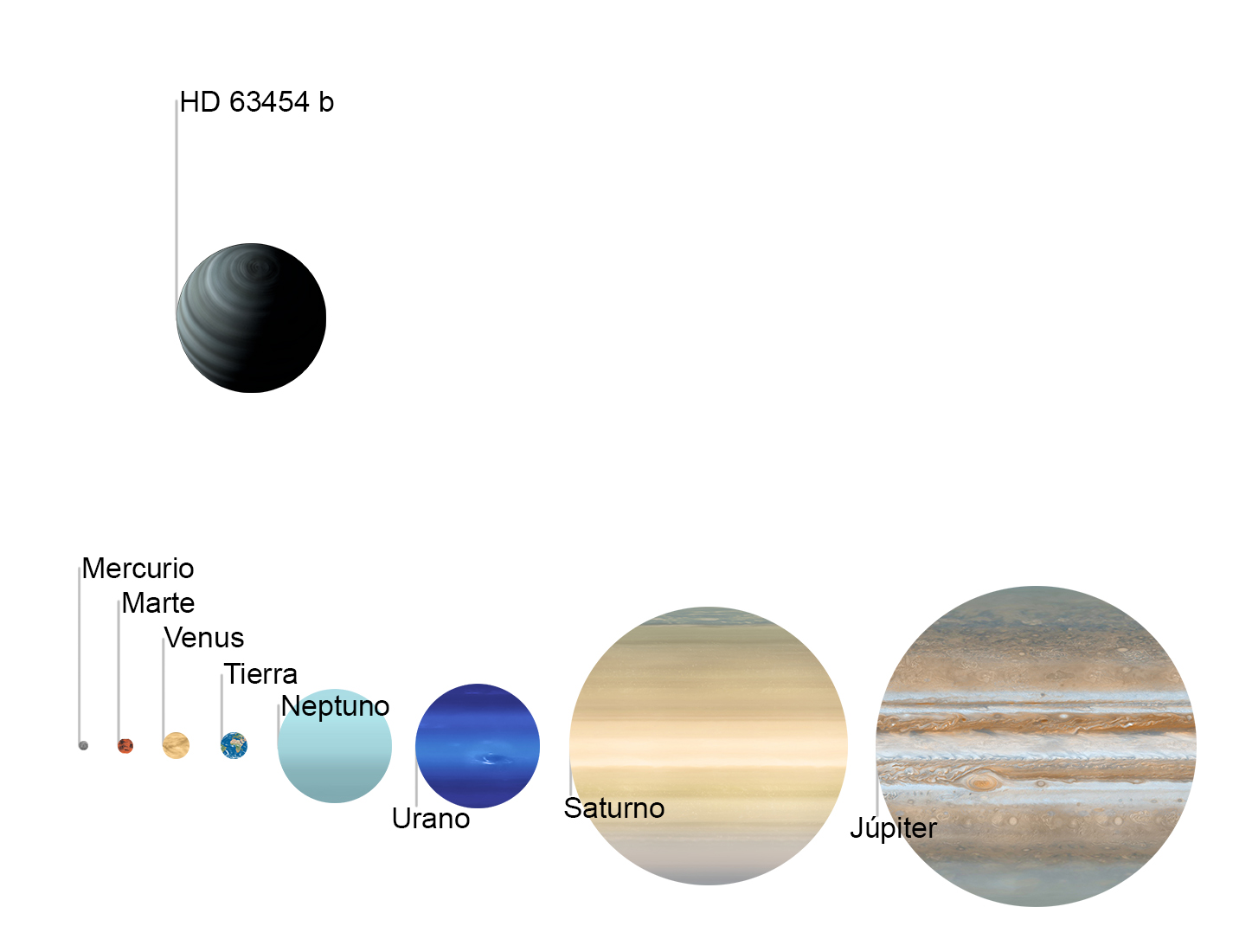

HD 63454 b는 카멜레온자리 방향으로 지구로부터 약 117광년 떨어진 곳에 있는 외계 행성이다. 어머니 항성 HD 63454는 태양보다 훨씬 더 어두운 K4형의 주계열성이다. b의 질량은 최소 목성의 약 38 퍼센트 수준이며, ‘지글지글 끓는’ 간격만큼 항성에 붙어 있는데, 그 거리는 페가수스자리 51 b보다 가깝다.

## 참고 문헌
- (영어) Moutou;  외. (2005). “The HARPS search for southern extra-solar planets IV. Three close-in planets around HD 2638, HD 27894 and HD 63454”. 《Astronomy and Astrophysics》 439: 367–373. doi:10.1051/0004-6361:20052826. 2005년 10월 23일에 원본 문서 (요약)에서 보존된 문서. 2012년 3월 29일에 확인함.